# Герой (фильм, 2016)
«Геро́й» (рабочее название — «Музыка во льду»; международное название — «The Heritage Of Love») — российский военно-драматический полнометражный художественный фильм 2016 года режиссёра Юрия Васильева.
В главных ролях — Дима Билан (дебют в полнометражном кино) и Светлана Иванова.
Премьера фильма на больших экранах в России состоялась 31 марта 2016 года, в мире — 4 мая 2016, в США — в апреле 2016 года. Телевизионный премьерный показ прошёл 5 ноября 2017 года на российском «Первом канале».
Фильм основан на реальных исторических событиях и снят в честь «Года российского кино» при поддержке «Российского военно-исторического общества» (РВИО), «Фонда Святителя Василия Великого», и государственной поддержке «Фонда кино» и Министерства культуры Российской Федерации.

## Сюжет
1914 год. Санкт-Петербургская губерния Российской империи. Княжеская усадьба Че́рнышевых.
Юная княжна Вера Че́рнышева и поручик лейб-гвардии Конного полка Андрей Долматов знакомятся при весьма странных обстоятельствах. Симпатия, любовь, впереди, кажется, долгая и счастливая жизнь…
Однако ход истории нарушает планы влюблённых о счастливом совместном будущем. Начинается Первая мировая война. Мир переворачивается, он охвачен ненавистью, злобой, жаждой власти. Война разлучает молодых. Долматов отправляется на фронт, а Вера — в госпиталь, где служит сестрой милосердия.
2 (15) марта 1917 года государь-император Николай II подписывает отречение от престола. Узнав об этом трагическом событии, князь Александр Че́рнышев, отец Веры, со словами «Всё кончено. Пропала Россия!» умирает.
На смену одной войне приходит другая — гражданская. Люди делятся на два враждующих лагеря — «красных» и «белых», начинают судить друг друга, чинить жестокую расправу.
В марте 1918 года ротмистр Долматов заставляет Веру оставить опасную работу в военном санитарном обозе и, вопреки её желанию, сажает её в частный поезд богатого российского промышленника Михаила Терещенко, отправляющегося в эмиграцию в Париж вместе с её сестрой Ириной и матерью Ольгой Андреевной. На прощание Андрей Петрович обещает Вере Александровне найти её в Париже после войны.
Огонь времени губит всё на своём пути, но любовь — бессмертна, она соединяет несколько поколений и напоминает о себе спустя целый век…
2016 год. Андрей Куликов, специалист по старинным автомобилям, по заданию бизнесмена Михаила (Мишеля) едет из Санкт-Петербурга в Париж провести экспертизу первого в истории русского автомобиля марки «Руссо-Балт», выставленного на продажу русской парижанкой, эмигранткой первой волны, княгиней Елизаветой Ивановной Езерской. Во время встречи с ней на парижском кладбище Сент-Женевьев-де-Буа он замечает на одном из надгробных памятников фотографию прекрасной девушки. Позже, уже гуляя по Парижу, Андрей знакомится с красавицей Верой, очень напоминающей ему лицо девушки на памятнике. Ему кажется, что когда-то, сто лет назад, он уже любил эту девушку. В эту секунду события перемещаются в прошлое. Вера оказывается правнучкой женщины, которую любил его прадед, Андрей Петрович Долматов, «белый» офицер, героически погибший в марте 1918 года в бою во время Первого Кубанского похода («Ледяного похода» генерала Корнилова), закрыв собой своего однополчанина барона Ивана Карловича фон Ливена. Через столетие нежные чувства вспыхивают и между правнуками Андрея Долматова и Веры Че́рнышевой.

## В ролях
| Актёр               | Роль |
| ------------------- | --- |
| Александр Головин   | Алексей Юрьевич Репнин, поручик, однополчанин Андрея Долматова, кузен Веры и Ирины Че́рнышевых                                                                                         |
| Дима Билан          | Андрей Петрович Долматов, поручик Лейб-гвардии конного полка, затем ротмистр, «белый» офицер / Андрей Петрович Куликов, специалист по старинным автомобилям, правнук Андрея Долматова |
| Светлана Иванова    | Вера Александровна Че́рнышева, княжна, сестра милосердия в госпитале / Вера Езерская, правнучка Веры Че́рнышевой                                                                        |
| Александр Балуев    | Михаил Иванович Терещенко, крупный российский промышленник, министр иностранных дел Временного правительства России / Михаил (Мишель), бизнесмен                                      |
| Юргита Юркуте       | Ирина Александровна Че́рнышева, княжна, сестра Веры |
| Марат Башаров       | Иван Карлович фон Ливен, барон, белый офицер, однополчанин Андрея Долматова |
| Юлия Пересильд      | Мария Кирилловна Куликова, дочь петроградского купца, прабабушка Андрея Куликова |
| Александр Адабашьян | Лев Эммануилович Чиж, поверенный Елизаветы Ивановны Езерской, потомок белоэмигрантов                                                                                                  |
| Виктор Немец        | Ефим, денщик в конном полку, переметнувшийся к «красным» |
| Владислав Ветров    | Александр Че́рнышев, князь, отец Веры и Ирины, муж Ольги Андреевны |
| Татьяна Лютаева     | Ольга Андреевна Че́рнышева, княгиня, мать Веры и Ирины, жена Александра |
| Светлана Полякова   | Надежда Павловна Зубцова, графиня, фрейлина Её Императорского Величества, крёстная Веры Че́рнышевой                                                                                    |
| Лилита Озолиня      | Елизавета Ивановна Езерская (фон Ливен), княгиня, дочь барона Ивана Карловича фон Ливен и Ирины Александровны Че́рнышевой                                                              |
| Александр Васильев  | русский хозяин парижской квартиры (эпизод) |
| Петар Зекавица      | Михайленко, однополчанин Андрея Долматова |
| Юрий Васильев       | священник (эпизод) |
| Миколас Вильджюнас  | генерал Корнилов |

## История создания фильма
Военная драма «Герой» (рабочее название — «Музыка во льду») — вторая режиссёрская работа актёра Юрия Васильева, известного по ролям в картинах «Козлёнок в молоке», «Времена не выбирают», «Дружная семейка», «Спецкор отдела расследований».
Идея создания фильма родилась у режиссёра Юрия Васильева во время его пребывания в Париже с показом его дебютной полнометражной комедии «Продавец игрушек» с участием Пьера Ришара в Русском доме, где к нему подошла внучка генерала Маркова, участника «Ледяного похода» Деникина, сказала, что фильм ей понравился, и добавила: «Знаете, мы хотим примириться с современной Россией…». Потомки белых эмигрантов, рассказавшие режиссёру множество историй Сент-Женевьев-де-Буа, произвели на него особенное впечатление: «Внутри у меня всегда было какое-то ощущение, что мы потеряли кусок истории, который за время Советской власти был убит. Насчёт белой гвардии нам говорили, что они подонки, предатели, сволочи. Но мне не давало покоя какое-то внутреннее чувство, я всё время хотел с ними познакомиться. И меня поразило, что они настолько русские. Что они настолько (может быть со стороны) любят Россию! Конечно, немного романтически, идеалистически. Но, эта любовь к России у них передаётся из поколения в поколение».
Съёмки картины проходили в России, Франции и Литве. Работа над проектом «Герой» заняла всего два года и восемьдесят съёмочных дней.
Фильм стартовал в широком прокате 31 марта 2016 года, через две недели после старта другой исторической реконструкции времён Гражданской войны, драмы Сергея Снежкина «Контрибуция» с Максимом Матвеевым и Елизаветой Боярской в главных ролях. Для того чтобы зритель мог полностью погрузиться в историю, разворачивающуюся на экране, была использована передовая аудиотехнология Dolby Atmos. Система позволяет размещать и перемещать звуковые элементы в любую точку кинозала, в том числе над головами зрителей. Это создает виртуальную звуковую реальность и максимально оживляет происходящее на экране. Благодаря Dolby Atmos зритель может перенестись в эпицентр масштабных батальных сцен времён Первой мировой и Гражданской войн, а также оценить чёткость едва уловимого шелеста листвы во время безмятежных прогулок героев по садам в последние спокойные дни перед её началом.
Ольга Погодина-Кузмина, автор сценария: «Я всегда думала, почему в нашей стране нет эпических любовных киноисторий, подобных той же американской классике вроде „Унесённых ветром“. Наша страна с потрясающей историей и культурой, безусловно, богата такими сюжетами. Я убеждена, что любовь двигает историю, что все подвиги совершаются благодаря любви. Я читала письма и воспоминания участников тех событий. Меня потрясло, с каким уважением, с каким трепетом офицеры относились к своим женщинам. Я увидела потенциал в этой истории, пример для подражания. В наше время, когда мы слышим ужасающие истории об отношении к женщинам, это — просто недопустимо, что новое поколение сюжеты из новостей считает нормой жизни. Я хотела показать, как должны вести себя настоящие мужчины. Наша история любви развивается на фоне трагедии, и, тем не менее, герои сохраняют чувства, их любовь — движущая сила. Дима Билан и Света Иванова очень тонко уловили мои мысли и создали потрясающую химию на экране. История, которую мы придумали во время работы над сценарием, основана на архивных материалах и воспоминаниях современников и их потомков. Этот материал лёг в основу романа „Герой“, который одновременно с фильмом выходит в издательстве „АСТ“».
Дима Билан, исполнитель главной роли: «Мне этот фильм дал невероятную возможность остановиться на бегу, задуматься и переместить себя в то время, когда происходили страшные события войны и революции. Раньше мне трудно было представить, что те люди существовали, что они не выдумка, не строчки в учебнике по истории. Был момент, когда в съёмочном павильоне я смотрел на революционных матросов, перепоясанных пулемётными лентами. Они курили, обменивались наглыми шутками, задирали прохожих. И я вдруг ощутил тревожную атмосферу того времени. У меня словно закипела кровь от возмущения и злости. Тогда я почувствовал своего героя, понял, каким он должен быть. А когда я узнал от своего дяди о нашем предке, заслуженном казаке Дементьеве, я понял, что имею право сниматься в этой картине больше, чем кто-то другой. Для этой роли пришлось освоить много новых навыков. Я брал уроки верховой езды, учился фехтованию. Не просто давались военная выправка и светские манеры — держать прямо спину, делать поклон. Было трудно соединить две роли, ротмистра Долматова и его потомка, нашего современника. После съёмок я понял одну вещь. Самые важные сцены — не те, что дались легко. О них забываешь. А те эпизоды, где приходилось напрягать все силы, преодолевать себя, делать по десять дублей — они приносят самое яркое удовлетворение. И как бы ни было тяжело на съёмках, сейчас это время вспоминается как очень счастливое».
Светлана Иванова, исполнительница роли Веры: «Я не первый раз снимаюсь в фильме, который касается этой эпохи, мне понравился сценарий картины, заинтересовала моя героиня. Я вспомнила ещё раз любимые книги, кое-что пересмотрела из фильмов, посвящённых тому времени. Много советов давал Александр Васильев, он прекрасно знает эпоху и многое про женщин той эпохи может рассказать. Он, кстати, тоже сыграл в фильме небольшую роль. С моим партнёром — Димой Биланом — мы не были знакомы до фильма, познакомились только на пробах. Я слышала от коллег, что он отличный парень, и мне очень понравилась смелость и даже, я бы сказала, в хорошем смысле слова, наглость нашего режиссёра Юры Васильева, с которой он отнёсся к выбору артиста на главную мужскую роль».
Марат Башаров, исполнитель роли барона фон Ливена: «Я поначалу думал, что это будет мюзикл, потому что мне позвонили и сказали, Марат, будешь сниматься с Биланом в кино, называется „Музыка во льду“. Я думаю: Билан, наверное, будет петь, а я на коньках буду кататься. У Плющенко — Эдриан Мартин, а у Билана — Башаров на коньках. Я говорю, что я не так хорошо пою, может, я не совсем вам подхожу? Мне сказали, приезжай на „Мосфильм“, встретишься с режиссёром… И это одна из немногих картин, куда меня взяли без проб».

## Критика фильма
2 марта 2016 года в рамках 99-го Российского международного кинорынка прошла презентация главной исторической драмы года «Герой». В своём видеообращении Дмитрий Билан сказал: «Вы привыкли меня видеть в другом качестве — на сцене или в качестве судьи на шоу „Голос“. Теперь судьями выступите вы и те миллионы кинозрителей, которым вы покажете фильм „Герой“. Для меня „Герой“ — очень личная история. История моей страны, история мужества и доблести, история человека, которому могут и должны подражать современные молодые люди». Участники кинорынка, профессионалы киноиндустрии отметили дебют Димы Билана бурными аплодисментами, правда критика российских зрителей была разной.
Историческая драма «Герой» с Димой Биланом в главной роли была показана профессиональному сообществу на кинорынке Marché du Film в Каннах. По предварительным данным, к фильму проявили интерес в Германии, Китае, Южной Корее, Турции, США, Индии. Международное название картины — «The Heritage Of Love».
На международных торгах фильм был продан в мировой кинематограф США, Южной Кореи, Китая и Турции. Фильм не смог окупить себя в российском прокате, собрав всего $ 1,54 миллиона, при бюджете в $ 7 миллионов. Единственная возможность фильму окупиться — это международный прокат фильма и продажа DVD. Среди российских зрителей фильм получил смешанные отзывы. В России фильм вышел на 1 200 киноэкранах. Весь сюжет книги «Герой» не удалось вместить в хронометраж фильма, из-за чего в фильме появились логические несостыковки. Российский фильм «Герой» зрители сравнили с «Унесёнными ветром», но в отличие от американской картины фильм не смог передать всеобъемлюще длинный исторический период истории России. Так критики были не довольны малым количеством сцен баталий, в фильме не были показаны все причины гражданской войны, тяжёлая жизнь крестьянского класса не была показана, от чего исторические события были освещены лишь с точки зрения дворянского класса. Несмотря на негативную критику, была отмечена потрясающая операторская и монтажная работа фильма, а также сочные кадры со сложными планами и эффектами.

## Награды
- 2016 — приз «Лучшая мужская роль» Диме Билану на X кинофестивале исторических фильмов «Вече»[11]
- 2017 — композитор Эдуард Артемьев стал лауреатом XXX национальной кинематографической премии «Ника» в категории «Лучшая музыка к фильму» за 2016 год — за музыку к художественному фильму «Герой» режиссёра Юрия Васильева[12].

### Рецензии
- А. А. Архангельский. «Вперёд и без песни». // Журнал «Огонёк». — 4 апреля 2016 года. — № 13 (5423). — С. 36. — ISSN 0131-0097.
- Денис Горелов. «Герой» — фильм про гражданскую войну с Димой Биланом. Журнал «GQ» (4 апреля 2016). Дата обращения: 6 июня 2016.
- Евгений Ухов. «Господа все в Париже». — Рецензия на фильм «Герой». // film.ru (2 апреля 2016). Дата обращения: 6 июня 2016.